# Coupe du monde de futsal de 2016
Navigation
Thaïlande 2012 Lituanie 2020
La Coupe du monde de futsal de 2016 est la huitième édition de la Coupe du monde de futsal et se déroule en Colombie à l'automne 2016.
La compétition est remportée par l'Argentine, qui bat en finale la Russie pour la première participation des deux équipes nationales à ce stade de la compétition. Seule équipe à avoir participé à toutes les éditions sans jamais en remporter une, l'Argentine corrige ce manque. L'Iran prend la troisième place devant le Portugal, après avoir éliminé le tenant tu titre et quintuple vainqueur brésilien en huitième de finale.
Le tournoi est marqué par un nouvel ordre mondial sur le parquet avec un podium inédit et des équipes d'Asie et d'Afrique allant relativement loin dans la compétition (jusqu'en quart et demi-finale).

## Organisation

### Pays organisateur
Six pays ont formulé une candidature pour accueillir l'événement : la Colombie, l'Espagne, la France, l'Iran, Porto Rico et la République tchèque. Cependant, quatre d'entre eux la retirent ensuite ce qui ne laisse que deux options :
- Colombie
- République tchèque

En mai 2013, le comité exécutif de la FIFA réuni à Maurice attribue l'organisation de la compétition à la Colombie,.

### Qualifications
Mis à part la Colombie, 23 équipes se sont qualifiées pour le tournoi.
Le Maroc, l’Égypte et le Mozambique représentent l’Afrique à la Coupe du monde. Ils sont respectivement vainqueur, finaliste et troisième de la Coupe d’Afrique des Nations disputée en avril 2016.
Cinq des 24 équipes engagées dans le tournoi sont entraînées par un Espagnol.
| Confédération                                      | Tournoi qualificatif                        | Qualifié(s)                                                   |
| -------------------------------------------------- | ------------------------------------------- | ------------------------------------------------------------- |
| AFC (Asie)                                         | Championnat d'Asie - 2016                   | Australie Iran Thaïlande Ouzbékistan Viêt Nam                 |
| CAF (Afrique)                                      | Coupe d'Afrique - 2016                      | Égypte Maroc Mozambique                                       |
| CONCACAF (Amérique du Nord, centrale, et Caraïbes) | Championnat de futsal de la CONCACAF - 2016 | Costa Rica Cuba Guatemala Panama                              |
| CONMEBOL (Amérique du Sud)                         | Qualifications                              | Argentine Brésil T Paraguay                                   |
| OFC (Océanie)                                      | Championnat d'Océanie - 2016                | Îles Salomon                                                  |
| UEFA (Europe)                                      | Qualifications                              | Azerbaïdjan Espagne Italie Kazakhstan Portugal Russie Ukraine |
| Pays hôte                                          | Pays hôte                                   | Colombie                                                      |

### Salles

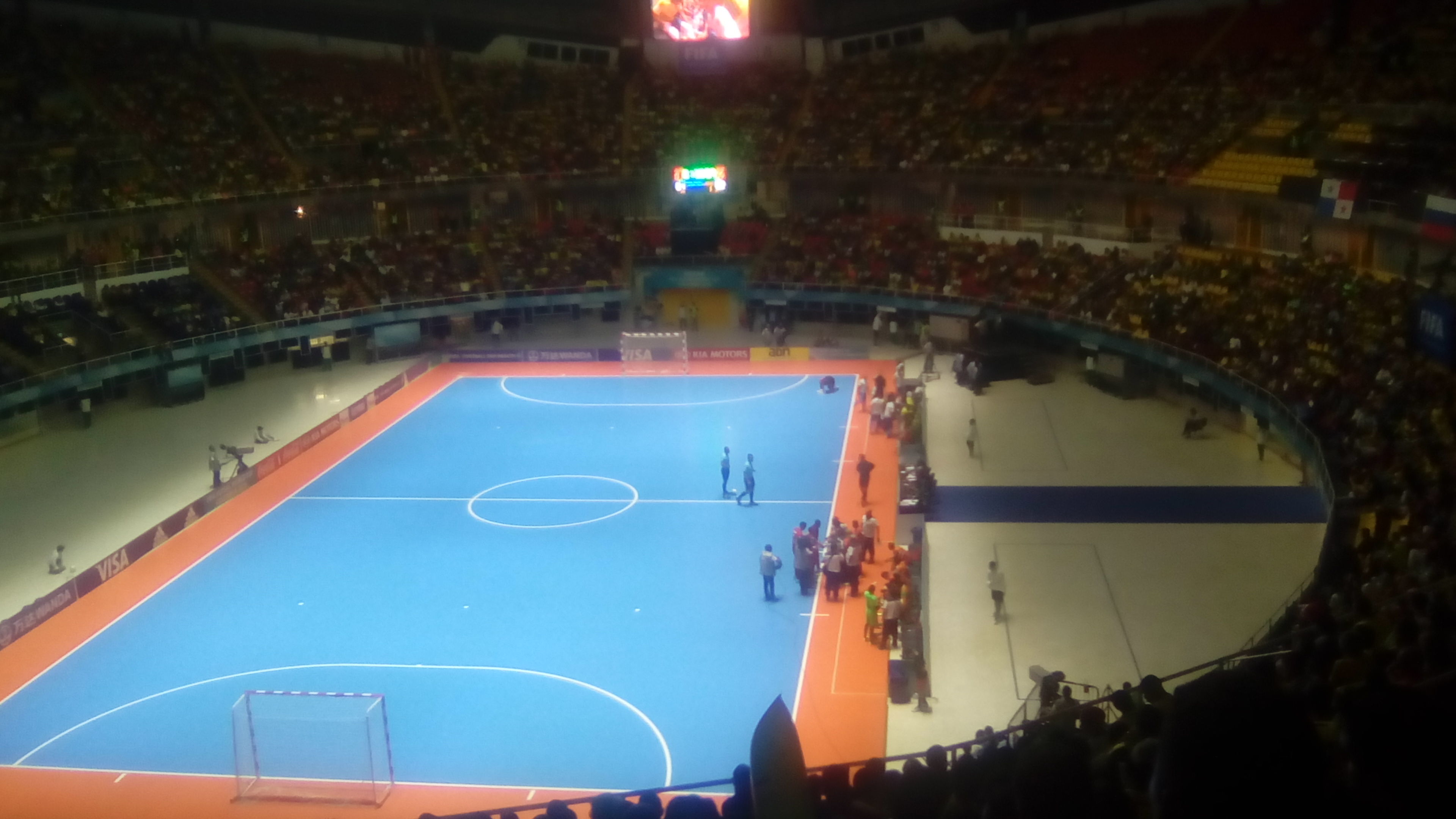
Coliseo

Medellin est l’une des trois villes-hôtes de la compétition avec son Coliseo Iván de Bedout du Complexe sportif Atanasio-Girardot.

## Premier tour

### Tirage au sort
Le tirage au sort est organisé le vendredi 19 mai 2016 à Medellín. Auparavant, les équipes sont réparties en 4 chapeaux selon leur niveau. La Colombie, en tant que pays-hôte, est directement placée comme tête de série du groupe A. De plus, les trois équipes les plus attendues (le Brésil, l'Espagne et la Colombie) doivent jouer leur premier tour dans trois sites distincts. Enfin, aucun groupe ne peut rassembler plus d'une équipe de la même confédération, hormis une exception pour l'UEFA qui aligne sept représentants.
Le tirage au sort place la Colombie, pays hôte, face au Portugal, l'Ouzbékistan et le Panama. Le Vietnam est dans la poule C, avec le Paraguay, l'Italie et le Guatemala. La sélection marocaine affronte l'Espagne, double vainqueur de l'épreuve, ainsi que l'Iran et l'Azerbaïdjan dans le groupe F.
| Groupe A                             | Groupe B                     | Groupe C                           | Groupe D                              | Groupe E                                     | Groupe F                       |
| ------------------------------------ | ---------------------------- | ---------------------------------- | ------------------------------------- | -------------------------------------------- | ------------------------------ |
| Colombie Portugal Ouzbékistan Panama | Thaïlande Russie Cuba Égypte | Paraguay Italie Viêt Nam Guatemala | Ukraine Brésil T Mozambique Australie | Argentine Kazakhstan Îles Salomon Costa Rica | Iran Espagne Maroc Azerbaïdjan |

### Groupe A
| Rang | Équipe      | Pts | J | G | N | P | Bp | Bc | Diff |
| ---- | ----------- | --- | - | - | - | - | -- | -- | ---- |
| 1    | Portugal    | 7   | 3 | 2 | 1 | 0 | 15 | 2  | +13  |
| 2    | Colombie    | 5   | 3 | 1 | 2 | 0 | 8  | 7  | +1   |
| 3    | Panama      | 3   | 3 | 1 | 0 | 2 | 6  | 14 | -8   |
| 4    | Ouzbékistan | 1   | 3 | 0 | 1 | 2 | 5  | 11 | -6   |

|  | Qualifié pour le deuxième tour de la compétition.                                                                   |
|  | Pts points ; G victoires ; N matchs nuls ; P défaites Bp buts marqués ; Bc buts encaissés ; Diff différence de buts |

| Match 2                 | Ouzbékistan | 1 - 3 | Panama                                  |                                                                                              |                                                                                              |
| 10 septembre 2016 18h00 | Anorov 38e  | (0-1) | 16e Castrellon · 30e De León · 36e Mena | Coliseo El Pueblo, Cali Spectateurs : 12 000 Arbitrage : Mohamed Hassan Hassan Ahmed Youssef | Coliseo El Pueblo, Cali Spectateurs : 12 000 Arbitrage : Mohamed Hassan Hassan Ahmed Youssef |
| 10 septembre 2016 18h00 | rapport     |       |                                         | Coliseo El Pueblo, Cali Spectateurs : 12 000 Arbitrage : Mohamed Hassan Hassan Ahmed Youssef | Coliseo El Pueblo, Cali Spectateurs : 12 000 Arbitrage : Mohamed Hassan Hassan Ahmed Youssef |

| Match 4                 | Colombie    | 1 - 1 | Portugal     |                                                                                       |                                                                                       |
| 10 septembre 2016 20h00 | Angellot 0e | (1-0) | 40e Cardinal | Coliseo El Pueblo, Cali Spectateurs : 12 000 Arbitrage : Fernando Gutierrez Lumbreras | Coliseo El Pueblo, Cali Spectateurs : 12 000 Arbitrage : Fernando Gutierrez Lumbreras |
| 10 septembre 2016 20h00 | rapport     |       |              | Coliseo El Pueblo, Cali Spectateurs : 12 000 Arbitrage : Fernando Gutierrez Lumbreras | Coliseo El Pueblo, Cali Spectateurs : 12 000 Arbitrage : Fernando Gutierrez Lumbreras |

| Match 13                | Panama  | 0 - 9 | Portugal                                                                     |                                                                           |                                                                           |
| 13 septembre 2016 18h00 |         | (0-8) | 0e 7e 11e 16e (pen.) 17e (pen.) 21e Ricardinho · 5e 9e Cardinal · 18e Miguel | Coliseo El Pueblo, Cali Spectateurs : 12 000 Arbitrage : Cédric Pélissier | Coliseo El Pueblo, Cali Spectateurs : 12 000 Arbitrage : Cédric Pélissier |
| 13 septembre 2016 18h00 | rapport |       |                                                                              | Coliseo El Pueblo, Cali Spectateurs : 12 000 Arbitrage : Cédric Pélissier | Coliseo El Pueblo, Cali Spectateurs : 12 000 Arbitrage : Cédric Pélissier |

| Match 15                | Colombie                     | 3 - 3 | Ouzbékistan                            |                                                                       |                                                                       |
| 13 septembre 2016 20h00 | Abril 18e · Angellot 36e 40e | (1-2) | 5e Anorov · 14e Irsaliev · 28e Elibaev | Coliseo El Pueblo, Cali Spectateurs : 12 000 Arbitrage : Ondrej Cerny | Coliseo El Pueblo, Cali Spectateurs : 12 000 Arbitrage : Ondrej Cerny |
| 13 septembre 2016 20h00 | rapport                      |       |                                        | Coliseo El Pueblo, Cali Spectateurs : 12 000 Arbitrage : Ondrej Cerny | Coliseo El Pueblo, Cali Spectateurs : 12 000 Arbitrage : Ondrej Cerny |

| Match 27                | Panama                               | 3 - 4 | Colombie                                             |                                                                                             |                                                                                             |
| 16 septembre 2016 20h00 | Brown 8e · Castrellón 28e · Mena 37e | (1-2) | 4e Angellot · 11e Jhonatan · 22e Abril · 33e C.Reyes | Coliseo El Pueblo, Cali · Spectateurs : 12 000 · Arbitrage : Sasa Tomic · Photos du match · | Coliseo El Pueblo, Cali · Spectateurs : 12 000 · Arbitrage : Sasa Tomic · Photos du match · |
| 16 septembre 2016 20h00 | rapport                              |       |                                                      | Coliseo El Pueblo, Cali · Spectateurs : 12 000 · Arbitrage : Sasa Tomic · Photos du match · | Coliseo El Pueblo, Cali · Spectateurs : 12 000 · Arbitrage : Sasa Tomic · Photos du match · |

| Match 28                | Portugal                                    | 5 - 1 | Ouzbékistan          |                                                                                   |                                                                                   |
| 16 septembre 2016 20h00 | Ricardinho 9e 14e 21e · André 26e · Djo 35e | (2-1) | 11e (csc) Ricardinho | Coliseo Ivan de Bedout, Medellín Spectateurs : 6 000 Arbitrage : Daniel Rodriguez | Coliseo Ivan de Bedout, Medellín Spectateurs : 6 000 Arbitrage : Daniel Rodriguez |
| 16 septembre 2016 20h00 | rapport                                     |       |                      | Coliseo Ivan de Bedout, Medellín Spectateurs : 6 000 Arbitrage : Daniel Rodriguez | Coliseo Ivan de Bedout, Medellín Spectateurs : 6 000 Arbitrage : Daniel Rodriguez |

### Groupe B
| Rang | Équipe    | Pts | J | G | N | P | Bp | Bc | Diff |
| ---- | --------- | --- | - | - | - | - | -- | -- | ---- |
| 1    | Russie    | 9   | 3 | 3 | 0 | 0 | 19 | 6  | +13  |
| 2    | Thaïlande | 6   | 3 | 2 | 0 | 1 | 14 | 12 | +2   |
| 3    | Égypte    | 3   | 3 | 1 | 0 | 2 | 9  | 9  | 0    |
| 4    | Cuba      | 0   | 3 | 0 | 0 | 3 | 7  | 22 | -15  |

|  | Qualifié pour le deuxième tour de la compétition.                                                                   |
|  | Pts points ; G victoires ; N matchs nuls ; P défaites Bp buts marqués ; Bc buts encaissés ; Diff différence de buts |

| Match 1 (match d'ouverture) | Cuba        | 1 - 7 | Égypte                                                                   |                                                                              |                                                                              |
| 10 septembre 2016 16h00     | Marrero 31e | (0-4) | 1re A.Elashwal · 7e 31e 32e M.Eid · 11e Mizo · 18e A.Homos · 23e M.Nader | Coliseo Ivan de Bedout, Medellín Spectateurs : 6 000 Arbitrage : Kamil Cetin | Coliseo Ivan de Bedout, Medellín Spectateurs : 6 000 Arbitrage : Kamil Cetin |
| 10 septembre 2016 16h00     | rapport     |       |                                                                          | Coliseo Ivan de Bedout, Medellín Spectateurs : 6 000 Arbitrage : Kamil Cetin | Coliseo Ivan de Bedout, Medellín Spectateurs : 6 000 Arbitrage : Kamil Cetin |

| Match 3                 | Thaïlande                                                          | 4 - 6 | Russie                                                                      |                                                                                     |                                                                                     |
| 10 septembre 2016 18h00 | Thueanklang 19e · Sornwichian 22e · Chaemcharoen 22e · Chudech 33e | (1-3) | 11e Davydov · 16e 17e 26e Eder Lima · 25e Niiazov · 26e (pen.) Shayakhmetov | Coliseo Ivan de Bedout, Medellín Spectateurs : 6 000 Arbitrage : Cristian Espindola | Coliseo Ivan de Bedout, Medellín Spectateurs : 6 000 Arbitrage : Cristian Espindola |
| 10 septembre 2016 18h00 | rapport                                                            |       |                                                                             | Coliseo Ivan de Bedout, Medellín Spectateurs : 6 000 Arbitrage : Cristian Espindola | Coliseo Ivan de Bedout, Medellín Spectateurs : 6 000 Arbitrage : Cristian Espindola |

| Match 14                | Égypte   | 1 - 6 | Russie                                                       |                                                                                |                                                                                |
| 13 septembre 2016 18h00 | Mizo 35e | (0-4) | 0e Davydov · 1re 21e Eder Lima · 5e 30e Romulo · 17e Niiazov | Coliseo Ivan de Bedout, Medellín Spectateurs : 6 000 Arbitrage : Nurdin Bukuev | Coliseo Ivan de Bedout, Medellín Spectateurs : 6 000 Arbitrage : Nurdin Bukuev |
| 13 septembre 2016 18h00 | rapport  |       |                                                              | Coliseo Ivan de Bedout, Medellín Spectateurs : 6 000 Arbitrage : Nurdin Bukuev | Coliseo Ivan de Bedout, Medellín Spectateurs : 6 000 Arbitrage : Nurdin Bukuev |

| Match 16                | Thaïlande                                                                                          | 8 - 5 | Cuba                                                      |                                                                                 |                                                                                 |
| 13 septembre 2016 20h00 | Thaijaroen 13e · Sornwichian 14e 24e · Thueanklang 20e (pen.) 32e 40e · Chudech 25e · Wangkaeo 27e | (3-4) | 5e 24e Dominiguez · 7e Baquero · 12e Marrero · 19e Mariño | Coliseo Ivan de Bedout, Medellín Spectateurs : 6 000 Arbitrage : Adalbert Diouf | Coliseo Ivan de Bedout, Medellín Spectateurs : 6 000 Arbitrage : Adalbert Diouf |
| 13 septembre 2016 20h00 | rapport                                                                                            |       |                                                           | Coliseo Ivan de Bedout, Medellín Spectateurs : 6 000 Arbitrage : Adalbert Diouf | Coliseo Ivan de Bedout, Medellín Spectateurs : 6 000 Arbitrage : Adalbert Diouf |

| Match 25                | Égypte         | 1 - 2 | Thaïlande                         |                                                                              |                                                                              |
| 16 septembre 2016 18h00 | A.Elashwal 37e | (0-1) | 5e (csc) I.Eika · 22e Sornwichian | Coliseo Ivan de Bedout, Medellín Spectateurs : 6 000 Arbitrage : Kamil Cetin | Coliseo Ivan de Bedout, Medellín Spectateurs : 6 000 Arbitrage : Kamil Cetin |
| 16 septembre 2016 18h00 | rapport        |       |                                   | Coliseo Ivan de Bedout, Medellín Spectateurs : 6 000 Arbitrage : Kamil Cetin | Coliseo Ivan de Bedout, Medellín Spectateurs : 6 000 Arbitrage : Kamil Cetin |

| Match 26                | Russie | 7 - 1 | Cuba          | | |
| 16 septembre 2016 18h00 | Davydov 16e · Chishkala 17e · Niiazov 18e · Shayakhmetov 19e · Lyskov 32e · Milovanov 32e · Abramovich 35e | (4-0) | 30e Hernandez | Coliseo El Pueblo, Cali · Spectateurs : 12 000 · Arbitrage : Khamis Hassan Alshamsi · Photos du match · | Coliseo El Pueblo, Cali · Spectateurs : 12 000 · Arbitrage : Khamis Hassan Alshamsi · Photos du match · |
| 16 septembre 2016 18h00 | rapport |       |               | Coliseo El Pueblo, Cali · Spectateurs : 12 000 · Arbitrage : Khamis Hassan Alshamsi · Photos du match · | Coliseo El Pueblo, Cali · Spectateurs : 12 000 · Arbitrage : Khamis Hassan Alshamsi · Photos du match · |

### Groupe C
La sélection vietnamienne de futsal bat 4-2 son adversaire guatémaltèque lors du premier match de la poule C.
| Rang | Équipe    | Pts | J | G | N | P | Bp | Bc | Diff |
| ---- | --------- | --- | - | - | - | - | -- | -- | ---- |
| 1    | Italie    | 9   | 3 | 3 | 0 | 0 | 11 | 3  | +8   |
| 2    | Paraguay  | 6   | 3 | 2 | 0 | 1 | 17 | 9  | +8   |
| 3    | Viêt Nam  | 3   | 3 | 1 | 0 | 2 | 5  | 11 | -6   |
| 4    | Guatemala | 0   | 3 | 0 | 0 | 3 | 7  | 17 | -10  |

|  | Qualifié pour le deuxième tour de la compétition.                                                                   |
|  | Pts points ; G victoires ; N matchs nuls ; P défaites Bp buts marqués ; Bc buts encaissés ; Diff différence de buts |

| Match 6                 | Viêt Nam                                | 4-2   | Guatemala                        |                                                                         |                                                                         |
| 11 septembre 2016 18h00 | N.M.Tri 19e 28e 29e · T.V.Vu 39e (pen.) | (1-0) | 23e Wanderley · 30e Patrick R.J. | Coliseo El Pueblo, Cali Spectateurs : 12 000 Arbitrage : Bogdan Sorescu | Coliseo El Pueblo, Cali Spectateurs : 12 000 Arbitrage : Bogdan Sorescu |
| 11 septembre 2016 18h00 | rapport                                 |       |                                  | Coliseo El Pueblo, Cali Spectateurs : 12 000 Arbitrage : Bogdan Sorescu | Coliseo El Pueblo, Cali Spectateurs : 12 000 Arbitrage : Bogdan Sorescu |

| Match 8                 | Paraguay         | 2-4   | Italie                                              |                                                                         |                                                                         |
| 11 septembre 2016 20h00 | J.G.Salas 7e 19e | (2-1) | 15e Lima · 22e Romano · 25e Dos Santos · 32e Merlim | Coliseo El Pueblo, Cali Spectateurs : 12 000 Arbitrage : Sergio Cabrera | Coliseo El Pueblo, Cali Spectateurs : 12 000 Arbitrage : Sergio Cabrera |
| 11 septembre 2016 20h00 | rapport          |       |                                                     | Coliseo El Pueblo, Cali Spectateurs : 12 000 Arbitrage : Sergio Cabrera | Coliseo El Pueblo, Cali Spectateurs : 12 000 Arbitrage : Sergio Cabrera |

| Match 17                | Guatemala       | 1-5   | Italie                               |                                                                           |                                                                           |
| 14 septembre 2016 18h00 | Romano 7e (csc) | (1-3) | 2e 19e 31e Fortino · 3e 31e Leggiero | Coliseo El Pueblo, Cali Spectateurs : 12 000 Arbitrage : Daniel Rodriguez | Coliseo El Pueblo, Cali Spectateurs : 12 000 Arbitrage : Daniel Rodriguez |
| 14 septembre 2016 18h00 | rapport         |       |                                      | Coliseo El Pueblo, Cali Spectateurs : 12 000 Arbitrage : Daniel Rodriguez | Coliseo El Pueblo, Cali Spectateurs : 12 000 Arbitrage : Daniel Rodriguez |

| Match 19                | Paraguay | 7-1   | Viêt Nam   |                                                                     |                                                                     |
| 14 septembre 2016 20h00 | F.Martinez 2e · J.G.Salas 11e · E.Ayala 11e · T.L.Vu 13e (csc) · R.Villalba 18e · R.Rejala 33e · J.Pedrozo 38e | (5-0) | 40e T.V.Vu | Coliseo El Pueblo, Cali Spectateurs : 12 000 Arbitrage : Sasa Tomic | Coliseo El Pueblo, Cali Spectateurs : 12 000 Arbitrage : Sasa Tomic |
| 14 septembre 2016 20h00 | rapport |       |            | Coliseo El Pueblo, Cali Spectateurs : 12 000 Arbitrage : Sasa Tomic | Coliseo El Pueblo, Cali Spectateurs : 12 000 Arbitrage : Sasa Tomic |

| Match 31                | Guatemala                                                    | 4-8   | Paraguay                                                                                         |                                                                       |                                                                       |
| 17 septembre 2016 18h00 | J.Arevalo 2e · Enriquez 2e · J.Mansilla 34e · R.Gonzalez 38e | (2-3) | 16e 17e 24e E.Ayala · 18e R.Rejala · 26e J.Pedrozo · 34e J.Morel · 35e H.Martinez · 40e E.Franco | Coliseo El Pueblo, Cali Spectateurs : 12 000 Arbitrage : Pascal Lemal | Coliseo El Pueblo, Cali Spectateurs : 12 000 Arbitrage : Pascal Lemal |
| 17 septembre 2016 18h00 | rapport                                                      |       |                                                                                                  | Coliseo El Pueblo, Cali Spectateurs : 12 000 Arbitrage : Pascal Lemal | Coliseo El Pueblo, Cali Spectateurs : 12 000 Arbitrage : Pascal Lemal |

| Match 32                | Italie               | 2-0   | Viêt Nam |                                                                                    |                                                                                    |
| 17 septembre 2016 18h00 | Lima 5e · Murilo 26e | (1-0) |          | Coliseo Bicentenario (en), Bucaramanga Spectateurs : 7 000 Arbitrage : José Katemo | Coliseo Bicentenario (en), Bucaramanga Spectateurs : 7 000 Arbitrage : José Katemo |
| 17 septembre 2016 18h00 | rapport              |       |          | Coliseo Bicentenario (en), Bucaramanga Spectateurs : 7 000 Arbitrage : José Katemo | Coliseo Bicentenario (en), Bucaramanga Spectateurs : 7 000 Arbitrage : José Katemo |

### Groupe D
| Rang | Équipe     | Pts | J | G | N | P | Bp | Bc | Diff |
| ---- | ---------- | --- | - | - | - | - | -- | -- | ---- |
| 1    | Brésil T   | 9   | 3 | 3 | 0 | 0 | 29 | 5  | +24  |
| 2    | Ukraine    | 6   | 3 | 2 | 0 | 1 | 8  | 6  | +2   |
| 3    | Australie  | 3   | 3 | 1 | 0 | 2 | 5  | 16 | -11  |
| 4    | Mozambique | 0   | 3 | 0 | 0 | 3 | 7  | 22 | -15  |

|  | Qualifié pour le deuxième tour de la compétition.                                                                   |
|  | Pts points ; G victoires ; N matchs nuls ; P défaites Bp buts marqués ; Bc buts encaissés ; Diff différence de buts |

| Match 5                 | Mozambique          | 2-3   | Australie                                     |                                                                                        |                                                                                        |
| 11 septembre 2016 16h00 | Calo 31e · Dino 34e | (0-3) | 10e Barrientos · 17e Cooper · 19e G.Giovenali | Coliseo Bicentenario (en), Bucaramanga Spectateurs : 7 000 Arbitrage : Carlos Gonzalez | Coliseo Bicentenario (en), Bucaramanga Spectateurs : 7 000 Arbitrage : Carlos Gonzalez |
| 11 septembre 2016 16h00 |                     |       |                                               | Coliseo Bicentenario (en), Bucaramanga Spectateurs : 7 000 Arbitrage : Carlos Gonzalez | Coliseo Bicentenario (en), Bucaramanga Spectateurs : 7 000 Arbitrage : Carlos Gonzalez |

| Match 7                 | Ukraine           | 1-3   | Brésil T                                      |                                                                                      |                                                                                      |
| 11 septembre 2016 18h00 | Grytsyna Myk. 26e | (0-2) | 7e Rodrigo · 9e Falcão · 34e (csc) Sorokin O. | Coliseo Bicentenario (en), Bucaramanga Spectateurs : 7 000 Arbitrage : Nurdin Bukuev | Coliseo Bicentenario (en), Bucaramanga Spectateurs : 7 000 Arbitrage : Nurdin Bukuev |
| 11 septembre 2016 18h00 |                   |       |                                               | Coliseo Bicentenario (en), Bucaramanga Spectateurs : 7 000 Arbitrage : Nurdin Bukuev | Coliseo Bicentenario (en), Bucaramanga Spectateurs : 7 000 Arbitrage : Nurdin Bukuev |

| Match 18                | Australie      | 1-11  | Brésil T |                                                                                     |                                                                                     |
| 14 septembre 2016 18h00 | G.Giovenali 3e | (1-4) | 1re Rodrigo · 7e 26e Fernandinho · 11e 22e 39e Falcão · 19e Bateria · 24e 40e Dieguinho · 27e Je · 38e (csc) Lockhart | Coliseo Bicentenario (en), Bucaramanga Spectateurs : 7 000 Arbitrage : Marc Birkett | Coliseo Bicentenario (en), Bucaramanga Spectateurs : 7 000 Arbitrage : Marc Birkett |
| 14 septembre 2016 18h00 |                |       | | Coliseo Bicentenario (en), Bucaramanga Spectateurs : 7 000 Arbitrage : Marc Birkett | Coliseo Bicentenario (en), Bucaramanga Spectateurs : 7 000 Arbitrage : Marc Birkett |

| Match 20                | Ukraine                                                          | 4-2   | Mozambique          |                                                                                   |                                                                                   |
| 14 septembre 2016 20h00 | Sorokin O. 1re · Grytsyna Mykh. 8e · Ovsiannikov 24e · Koval 37e | (2-2) | 18e Dino · 19e Calo | Coliseo Bicentenario (en), Bucaramanga Spectateurs : 7 000 Arbitrage : Rex Kamusu | Coliseo Bicentenario (en), Bucaramanga Spectateurs : 7 000 Arbitrage : Rex Kamusu |
| 14 septembre 2016 20h00 |                                                                  |       |                     | Coliseo Bicentenario (en), Bucaramanga Spectateurs : 7 000 Arbitrage : Rex Kamusu | Coliseo Bicentenario (en), Bucaramanga Spectateurs : 7 000 Arbitrage : Rex Kamusu |

| Match 29                | Australie    | 1-3   | Ukraine                                  |                                                                                         |                                                                                         |
| 17 septembre 2016 16h00 | Zeballos 38e | (0-1) | 6e Zhurba · 34e Bondar · 40e Ovsiannikov | Coliseo Bicentenario (en), Bucaramanga Spectateurs : 7 000 Arbitrage : Francisco Rivera | Coliseo Bicentenario (en), Bucaramanga Spectateurs : 7 000 Arbitrage : Francisco Rivera |
| 17 septembre 2016 16h00 |              |       |                                          | Coliseo Bicentenario (en), Bucaramanga Spectateurs : 7 000 Arbitrage : Francisco Rivera | Coliseo Bicentenario (en), Bucaramanga Spectateurs : 7 000 Arbitrage : Francisco Rivera |

| Match 30                | Brésil T | 15-3  | Mozambique                             |                                                                     |                                                                     |
| 17 septembre 2016 16h00 | Rodrigo 1re 7e · Xuxa 1re 12e · Dieguinho 12e 14e · Jackson 16e · Fernandinho 18e 30e · Bateria 28e · Ari 29e 31e · Falcão 35e (pen.) 37e 37e | (8-1) | 15e (pen.) Mario · 29e Magu · 37e Dino | Coliseo El Pueblo, Cali Spectateurs : 12 000 Arbitrage : Rex Kamusu | Coliseo El Pueblo, Cali Spectateurs : 12 000 Arbitrage : Rex Kamusu |
| 17 septembre 2016 16h00 | |       |                                        | Coliseo El Pueblo, Cali Spectateurs : 12 000 Arbitrage : Rex Kamusu | Coliseo El Pueblo, Cali Spectateurs : 12 000 Arbitrage : Rex Kamusu |

### Groupe E
| Rang | Équipe       | Pts | J | G | N | P | Bp | Bc | Diff |
| ---- | ------------ | --- | - | - | - | - | -- | -- | ---- |
| 1    | Argentine    | 7   | 3 | 2 | 1 | 0 | 10 | 5  | +5   |
| 2    | Kazakhstan   | 6   | 3 | 2 | 0 | 1 | 13 | 2  | +11  |
| 3    | Costa Rica   | 4   | 3 | 1 | 1 | 1 | 7  | 7  | 0    |
| 4    | Îles Salomon | 3   | 3 | 0 | 0 | 3 | 5  | 21 | -16  |

|  | Qualifié pour le deuxième tour de la compétition.                                                                   |
|  | Pts points ; G victoires ; N matchs nuls ; P défaites Bp buts marqués ; Bc buts encaissés ; Diff différence de buts |

| Match 9                 | Îles Salomon                 | 2-4   | Costa Rica                                              |                                                                                   |                                                                                   |
| 12 septembre 2016 18h00 | Ragomo 36e (pen.) · Bule 38e | (0-1) | 18e 32e (pen.) A.Paniagua · 24e C.Chaves · 36e E.Brenes | Coliseo Bicentenario (en), Bucaramanga Spectateurs : 7 000 Arbitrage : Elvis Pena | Coliseo Bicentenario (en), Bucaramanga Spectateurs : 7 000 Arbitrage : Elvis Pena |
| 12 septembre 2016 18h00 |                              |       |                                                         | Coliseo Bicentenario (en), Bucaramanga Spectateurs : 7 000 Arbitrage : Elvis Pena | Coliseo Bicentenario (en), Bucaramanga Spectateurs : 7 000 Arbitrage : Elvis Pena |

| Match 11                | Argentine       | 1-0   | Kazakhstan |                                                                                     |                                                                                     |
| 12 septembre 2016 20h00 | A. Vaporaki 19e | (1-0) |            | Coliseo Bicentenario (en), Bucaramanga Spectateurs : 7 000 Arbitrage : Chris Colley | Coliseo Bicentenario (en), Bucaramanga Spectateurs : 7 000 Arbitrage : Chris Colley |
| 12 septembre 2016 20h00 |                 |       |            | Coliseo Bicentenario (en), Bucaramanga Spectateurs : 7 000 Arbitrage : Chris Colley | Coliseo Bicentenario (en), Bucaramanga Spectateurs : 7 000 Arbitrage : Chris Colley |

| Match 21                | Costa Rica     | 1-3   | Kazakhstan                       |                                                                                           |                                                                                           |
| 15 septembre 2016 18h00 | A.Paniagua 14e | (1-2) | 1re Douglas · 16e Taku · 20e Leo | Coliseo Bicentenario (en), Bucaramanga Spectateurs : 7 000 Arbitrage : Cristian Espindola | Coliseo Bicentenario (en), Bucaramanga Spectateurs : 7 000 Arbitrage : Cristian Espindola |
| 15 septembre 2016 18h00 |                |       |                                  | Coliseo Bicentenario (en), Bucaramanga Spectateurs : 7 000 Arbitrage : Cristian Espindola | Coliseo Bicentenario (en), Bucaramanga Spectateurs : 7 000 Arbitrage : Cristian Espindola |

| Match 23                | Argentine                                                                   | 7-3   | Îles Salomon                       |                                                                                         |                                                                                         |
| 15 septembre 2016 20h00 | Brandi 2e · Basile 8e · Borruto 11e 20e 28e · Taborda 13e · A. Vaporaki 30e | (5-2) | 5e Bule · 12e Coleman · 22e Ragomo | Coliseo Bicentenario (en), Bucaramanga Spectateurs : 7 000 Arbitrage : Lance Vanhaitsma | Coliseo Bicentenario (en), Bucaramanga Spectateurs : 7 000 Arbitrage : Lance Vanhaitsma |
| 15 septembre 2016 20h00 |                                                                             |       |                                    | Coliseo Bicentenario (en), Bucaramanga Spectateurs : 7 000 Arbitrage : Lance Vanhaitsma | Coliseo Bicentenario (en), Bucaramanga Spectateurs : 7 000 Arbitrage : Lance Vanhaitsma |

| Match 33                | Costa Rica                    | 2-2   | Argentine                |                                                                                          |                                                                                          |
| 18 septembre 2016 16h00 | J.Cordero 19e · E.Cubillo 29e | (1-0) | 31e Basile · 35e Wilhelm | Coliseo Bicentenario (en), Bucaramanga Spectateurs : 7 000 Arbitrage : Eduardo Fernandes | Coliseo Bicentenario (en), Bucaramanga Spectateurs : 7 000 Arbitrage : Eduardo Fernandes |
| 18 septembre 2016 16h00 |                               |       |                          | Coliseo Bicentenario (en), Bucaramanga Spectateurs : 7 000 Arbitrage : Eduardo Fernandes | Coliseo Bicentenario (en), Bucaramanga Spectateurs : 7 000 Arbitrage : Eduardo Fernandes |

| Match 34                | Kazakhstan                                                                                  | 10-0  | Îles Salomon |                                                                                  |                                                                                  |
| 18 septembre 2016 16h00 | Dovgan 3e · Knaub 9e 21e · Douglas 16e 28e · Leo 18e · Taku 28e 29e · Mun 29e · Pengrin 37e | (4-0) |              | Coliseo Ivan de Bedout, Medellín Spectateurs : 6 000 Arbitrage : Tomohiro Kozaki | Coliseo Ivan de Bedout, Medellín Spectateurs : 6 000 Arbitrage : Tomohiro Kozaki |
| 18 septembre 2016 16h00 |                                                                                             |       |              | Coliseo Ivan de Bedout, Medellín Spectateurs : 6 000 Arbitrage : Tomohiro Kozaki | Coliseo Ivan de Bedout, Medellín Spectateurs : 6 000 Arbitrage : Tomohiro Kozaki |

### Groupe F
Le Maroc concède sa deuxième défaite face à l’Iran, champion d’Asie (3-5), au stade Coliseo Ivan de Bedout à Medellin.
Lors de la dernière journée, la sélection marocaine est éliminée dès le premier tour après une troisième défaite face à son homologue espagnole, championne d'Europe (4 à 3). Dans l'autre confrontation de la poule, le match nul entre l'Azerbaïdjan et l'Iran leur assure la qualification. L'Azerbaïdjan devient la deuxième équipe à atteindre le deuxième tour pour sa première participation au tournoi.
| Rang | Équipe      | Pts | J | G | N | P | Bp | Bc | Diff |
| ---- | ----------- | --- | - | - | - | - | -- | -- | ---- |
| 1    | Espagne     | 9   | 3 | 3 | 0 | 0 | 13 | 6  | +7   |
| 2    | Azerbaïdjan | 4   | 3 | 1 | 1 | 1 | 10 | 7  | +3   |
| 3    | Iran        | 4   | 3 | 1 | 1 | 1 | 9  | 11 | -2   |
| 4    | Maroc       | 0   | 3 | 0 | 0 | 3 | 6  | 14 | -8   |

|  | Qualifié pour le deuxième tour de la compétition.                                                                   |
|  | Pts points ; G victoires ; N matchs nuls ; P défaites Bp buts marqués ; Bc buts encaissés ; Diff différence de buts |

| Match 10                | Maroc | 0-5   | Azerbaïdjan                                       |                                                                              |                                                                              |
| 12 septembre 2016 18h00 |       | (0-2) | 14e 17e 33e Vassoura · 29e Gallo · 31e T. Bolinha | Coliseo Ivan de Bedout, Medellín Spectateurs : 6 000 Arbitrage : José Katemo | Coliseo Ivan de Bedout, Medellín Spectateurs : 6 000 Arbitrage : José Katemo |
| 12 septembre 2016 18h00 |       |       |                                                   | Coliseo Ivan de Bedout, Medellín Spectateurs : 6 000 Arbitrage : José Katemo | Coliseo Ivan de Bedout, Medellín Spectateurs : 6 000 Arbitrage : José Katemo |

| Match 12                | Iran                      | 1-5   | Espagne                                                           |                                                                               |                                                                               |
| 12 septembre 2016 20h00 | A.Hassan Zadeh 27e (pen.) | (0-3) | 1re Lozano · 7e Jose Ruiz · 16e (pen.) 33e Aicardo · 26e Miguelín | Coliseo Ivan de Bedout, Medellín Spectateurs : 6 000 Arbitrage : Cesar Malaga | Coliseo Ivan de Bedout, Medellín Spectateurs : 6 000 Arbitrage : Cesar Malaga |
| 12 septembre 2016 20h00 |                           |       |                                                                   | Coliseo Ivan de Bedout, Medellín Spectateurs : 6 000 Arbitrage : Cesar Malaga | Coliseo Ivan de Bedout, Medellín Spectateurs : 6 000 Arbitrage : Cesar Malaga |

| Match 22                | Azerbaïdjan                  | 2-4   | Espagne                                                    |                                                                                    |                                                                                    |
| 15 septembre 2016 18h00 | Vassoura 3e · T. Bolinha 39e | (1-2) | 4e (csc) 14e (csc) Vassoura · 27e Fernandao · 35e Miguelín | Coliseo Ivan de Bedout, Medellín Spectateurs : 6 000 Arbitrage : Alessandro Malfer | Coliseo Ivan de Bedout, Medellín Spectateurs : 6 000 Arbitrage : Alessandro Malfer |
| 15 septembre 2016 18h00 |                              |       |                                                            | Coliseo Ivan de Bedout, Medellín Spectateurs : 6 000 Arbitrage : Alessandro Malfer | Coliseo Ivan de Bedout, Medellín Spectateurs : 6 000 Arbitrage : Alessandro Malfer |

| Match 24                | Iran                                                                 | 5-3   | Maroc                                         |                                                                                 |                                                                                 |
| 15 septembre 2016 20h00 | H.Tayebi 10e · M.Javid 15e · A.Hassan Zadeh 16e 24e · F.Tavakoli 17e | (4-2) | 16e Mohamed Jouad · 19e (pen.) 33e Adil Habil | Coliseo Ivan de Bedout, Medellín Spectateurs : 6 000 Arbitrage : Sergio Cabrera | Coliseo Ivan de Bedout, Medellín Spectateurs : 6 000 Arbitrage : Sergio Cabrera |
| 15 septembre 2016 20h00 |                                                                      |       |                                               | Coliseo Ivan de Bedout, Medellín Spectateurs : 6 000 Arbitrage : Sergio Cabrera | Coliseo Ivan de Bedout, Medellín Spectateurs : 6 000 Arbitrage : Sergio Cabrera |

| Match 35                | Azerbaïdjan                    | 3-3   | Iran                                              |                                                                               |                                                                               |
| 18 septembre 2016 18h00 | T. Bolinha 1re · Gallo 22e 32e | (1-1) | 1re A.Esmaeilpour · 21e F.Tavakoli · 36e H.Tayebi | Coliseo Ivan de Bedout, Medellín Spectateurs : 6 000 Arbitrage : Cesar Malaga | Coliseo Ivan de Bedout, Medellín Spectateurs : 6 000 Arbitrage : Cesar Malaga |
| 18 septembre 2016 18h00 |                                |       |                                                   | Coliseo Ivan de Bedout, Medellín Spectateurs : 6 000 Arbitrage : Cesar Malaga | Coliseo Ivan de Bedout, Medellín Spectateurs : 6 000 Arbitrage : Cesar Malaga |

| Match 36                | Espagne                                       | 4-3   | Maroc                                      |                                                                                                   |                                                                                                   |
| 18 septembre 2016 18h00 | Lozano 7e 33e · Aicardo 16e · Raul Campos 18e | (3-1) | 13e 34e Adil Habil · 24e Youssef El Mazray | Coliseo Bicentenario (en), Bucaramanga Spectateurs : 7 000 Arbitrage : Yuri Ferney Garcia Sanchez | Coliseo Bicentenario (en), Bucaramanga Spectateurs : 7 000 Arbitrage : Yuri Ferney Garcia Sanchez |
| 18 septembre 2016 18h00 |                                               |       |                                            | Coliseo Bicentenario (en), Bucaramanga Spectateurs : 7 000 Arbitrage : Yuri Ferney Garcia Sanchez | Coliseo Bicentenario (en), Bucaramanga Spectateurs : 7 000 Arbitrage : Yuri Ferney Garcia Sanchez |

### Classement des troisièmes des groupes
| Rang | Équipe     | J | G | N | P | Bp | Bc | Diff | Pts |
| ---- | ---------- | - | - | - | - | -- | -- | ---- | --- |
| 1    | Costa Rica | 3 | 1 | 1 | 1 | 7  | 7  | 0    | 4   |
| 2    | Iran       | 3 | 1 | 1 | 1 | 9  | 11 | −2   | 4   |
| 3    | Égypte     | 3 | 1 | 0 | 2 | 9  | 9  | 0    | 3   |
| 4    | Viêt Nam   | 3 | 1 | 0 | 2 | 5  | 11 | −6   | 3   |
| 5    | Panama     | 3 | 1 | 0 | 2 | 6  | 14 | −8   | 3   |
| 6    | Australie  | 3 | 1 | 0 | 2 | 5  | 16 | −11  | 3   |

## Phase finale

### Tableau
|  | Huitièmes de finale       | Huitièmes de finale    |             |                        | Quarts de finale          | Quarts de finale          |   |  | Demi-finales           | Demi-finales           |  |  | Finale          | Finale          |
|  | Huitièmes de finale       | Huitièmes de finale    |             |                        | Quarts de finale          | Quarts de finale          |   |  | Demi-finales           | Demi-finales           |  |  | Finale          | Finale          |
|  |                           |                        |             |                        |                           |                           |   |  |                        |                        |  |  |                 |                 |
|  | 20 septembre– Cali        | 20 septembre– Cali     |             |                        | 24 septembre– Bucaramanga | 24 septembre– Bucaramanga |   |  | 27 septembre– Medellín | 27 septembre– Medellín |  |  | 1 octobre– Cali | 1 octobre– Cali |
|  | 20 septembre– Cali        | 20 septembre– Cali     |             |                        | 24 septembre– Bucaramanga | 24 septembre– Bucaramanga |   |  | 27 septembre– Medellín | 27 septembre– Medellín |  |  | 1 octobre– Cali | 1 octobre– Cali |
|  | Colombie                  | 0 (2)                  |             |                        | 24 septembre– Bucaramanga | 24 septembre– Bucaramanga |   |  | 27 septembre– Medellín | 27 septembre– Medellín |  |  | 1 octobre– Cali | 1 octobre– Cali |
|  | Colombie                  | 0 (2)                  |             |                        | 24 septembre– Bucaramanga | 24 septembre– Bucaramanga |   |  | 27 septembre– Medellín | 27 septembre– Medellín |  |  | 1 octobre– Cali | 1 octobre– Cali |
|  | Paraguay                  | 0 (3)tab               |             |                        | 24 septembre– Bucaramanga | 24 septembre– Bucaramanga |   |  | 27 septembre– Medellín | 27 septembre– Medellín |  |  | 1 octobre– Cali | 1 octobre– Cali |
|  | Paraguay                  | 0 (3)tab               | Paraguay    | 3                      |                           |                           |   |  | 27 septembre– Medellín | 27 septembre– Medellín |  |  | 1 octobre– Cali | 1 octobre– Cali |
|  | 21 septembre– Bucaramanga |                        | Paraguay    | 3                      |                           |                           |   |  | 27 septembre– Medellín | 27 septembre– Medellín |  |  | 1 octobre– Cali | 1 octobre– Cali |
|  |                           | Iran                   | 4 ap        |                        |                           |                           |   |  | 27 septembre– Medellín | 27 septembre– Medellín |  |  | 1 octobre– Cali | 1 octobre– Cali |
|  | Brésil T                  | Iran                   | 4 ap        | 4 (2)                  |                           |                           |   |  | 27 septembre– Medellín | 27 septembre– Medellín |  |  | 1 octobre– Cali | 1 octobre– Cali |
|  | Brésil T                  | 24 septembre– Cali     |             | 4 (2)                  |                           |                           |   |  | 27 septembre– Medellín | 27 septembre– Medellín |  |  | 1 octobre– Cali | 1 octobre– Cali |
|  | Iran                      | 4 (3) tab              |             |                        |                           |                           |   |  | 27 septembre– Medellín | 27 septembre– Medellín |  |  | 1 octobre– Cali | 1 octobre– Cali |
|  | Iran                      | 4 (3) tab              | Iran        | 3                      |                           |                           |   |  |                        |                        |  |  | 1 octobre– Cali | 1 octobre– Cali |
|  | 20 septembre– Medellín    |                        | Iran        | 3                      |                           |                           |   |  |                        |                        |  |  | 1 octobre– Cali | 1 octobre– Cali |
|  |                           | Russie                 | 4           |                        |                           |                           |   |  |                        |                        |  |  | 1 octobre– Cali | 1 octobre– Cali |
|  | Russie                    | Russie                 | 4           | 7                      |                           |                           |   |  |                        |                        |  |  | 1 octobre– Cali | 1 octobre– Cali |
|  | Russie                    | 28 septembre– Cali     |             | 7                      |                           |                           |   |  |                        |                        |  |  | 1 octobre– Cali | 1 octobre– Cali |
|  | Viêt Nam                  | 0                      |             |                        |                           |                           |   |  |                        |                        |  |  | 1 octobre– Cali | 1 octobre– Cali |
|  | Viêt Nam                  | 0                      | Russie      | 6                      |                           |                           |   |  |                        |                        |  |  | 1 octobre– Cali | 1 octobre– Cali |
|  | 21 septembre– Medellín    |                        | Russie      | 6                      |                           |                           |   |  |                        |                        |  |  | 1 octobre– Cali | 1 octobre– Cali |
|  |                           | Espagne                | 2           |                        |                           |                           |   |  |                        |                        |  |  | 1 octobre– Cali | 1 octobre– Cali |
|  | Espagne                   | Espagne                | 2           | 5                      |                           |                           |   |  |                        |                        |  |  | 1 octobre– Cali | 1 octobre– Cali |
|  | Espagne                   | 25 septembre– Medellín |             | 5                      |                           |                           |   |  |                        |                        |  |  | 1 octobre– Cali | 1 octobre– Cali |
|  | Kazakhstan                | 2                      |             |                        |                           |                           |   |  |                        |                        |  |  | 1 octobre– Cali | 1 octobre– Cali |
|  | Kazakhstan                | 2                      | Russie      | 4                      |                           |                           |   |  |                        |                        |  |  |                 |                 |
|  | 22 septembre– Bucaramanga |                        | Russie      | 4                      |                           |                           |   |  |                        |                        |  |  |                 |                 |
|  |                           | Argentine              | 5           |                        |                           |                           |   |  |                        |                        |  |  |                 |                 |
|  | Argentine                 | Argentine              | 5           | 1 ap                   |                           |                           |   |  |                        |                        |  |  |                 |                 |
|  | Argentine                 |                        |             | 1 ap                   |                           |                           |   |  |                        |                        |  |  |                 |                 |
|  | Ukraine                   | 0                      |             |                        |                           |                           |   |  |                        |                        |  |  |                 |                 |
|  | Ukraine                   | 0                      | Argentine   | 5                      |                           |                           |   |  |                        |                        |  |  |                 |                 |
|  | 22 septembre– Cali        |                        | Argentine   | 5                      |                           |                           |   |  |                        |                        |  |  |                 |                 |
|  |                           | Égypte                 | 0           |                        |                           |                           |   |  |                        |                        |  |  |                 |                 |
|  | Italie                    | Égypte                 | 0           | 3                      |                           |                           |   |  |                        |                        |  |  |                 |                 |
|  | Italie                    | 25 septembre– Cali     |             | 3                      |                           |                           |   |  |                        |                        |  |  |                 |                 |
|  | Égypte                    | 4 ap                   |             |                        |                           |                           |   |  |                        |                        |  |  |                 |                 |
|  | Égypte                    | 4 ap                   | Argentine   | 5                      |                           |                           |   |  |                        |                        |  |  |                 |                 |
|  | 22 septembre– Bucaramanga |                        | Argentine   | 5                      |                           |                           |   |  |                        |                        |  |  |                 |                 |
|  |                           | Portugal               | 2           |                        |                           |                           |   |  |                        |                        |  |  |                 |                 |
|  | Thaïlande                 | Portugal               | 2           | 8                      |                           |                           |   |  |                        |                        |  |  |                 |                 |
|  | Thaïlande                 |                        |             | 8                      |                           |                           |   |  |                        |                        |  |  |                 |                 |
|  | Azerbaïdjan               | 13 ap                  |             | Match pour la 3e place | Match pour la 3e place    |                           |   |  |                        |                        |  |  |                 |                 |
|  | Azerbaïdjan               | 13 ap                  | Azerbaïdjan | Match pour la 3e place | Match pour la 3e place    | 2                         |   |  |                        |                        |  |  |                 |                 |
|  | 21 septembre– Cali        | 21 septembre– Cali     | Azerbaïdjan | 1 octobre– Cali        | 1 octobre– Cali           | 2                         |   |  |                        |                        |  |  |                 |                 |
|  | 21 septembre– Cali        | 21 septembre– Cali     |             | 1 octobre– Cali        | 1 octobre– Cali           | Portugal                  | 3 |  |                        |                        |  |  |                 |                 |
|  | Portugal                  | 4                      | Iran        | 2 (4) tab              |                           | Portugal                  | 3 |  |                        |                        |  |  |                 |                 |
|  | Portugal                  | 4                      | Iran        | 2 (4) tab              |                           |                           |   |  |                        |                        |  |  |                 |                 |
|  | Costa Rica                | 0                      |             | Portugal               | 2 (3)                     |                           |   |  |                        |                        |  |  |                 |                 |
|  | Costa Rica                | 0                      |             | Portugal               | 2 (3)                     |                           |   |  |                        |                        |  |  |                 |                 |

### Huitièmes de finale
| Match 37                | Russie                                                                                    | 7 – 0 | Viêt Nam |                                                                                               |                                                                                               |
| 20 septembre 2016 17h30 | Chishkala 2e · Abramovich 9e 12e · Abramov 18e · Niiazov 21e · Romulo 30e · Milovanov 36e | (4-0) |          | Coliseo Ivan de Bedout, Medellín Spectateurs : 643 Arbitrage : Jorge Antonio Flores Hernandez | Coliseo Ivan de Bedout, Medellín Spectateurs : 643 Arbitrage : Jorge Antonio Flores Hernandez |
| 20 septembre 2016 17h30 | rapport                                                                                   |       |          | Coliseo Ivan de Bedout, Medellín Spectateurs : 643 Arbitrage : Jorge Antonio Flores Hernandez | Coliseo Ivan de Bedout, Medellín Spectateurs : 643 Arbitrage : Jorge Antonio Flores Hernandez |

La Colombie, hôte de la compétition, et le Paraguay ne marque pas dans le temps réglementaire, pour le premier 0-0 après prolongation de l'histoire de la Coupe du monde de futsal FIFA. Pendant l'épreuve des tirs au but, le gardien paraguayen Carlos Espinola entre en jeu pour l'épreuve décisive et réalise deux arrêts, avant que Gabriel Ayala n'offre la victoire à l'Albirroja, mettant fin au rêve de tout un peuple.
| Match 38                | Colombie                          | 0 – 0 2-3 t. a. b. | Paraguay                                |                                                                        |                                                                        |
| 20 septembre 2016 20h00 |                                   | (0-0, 0-0, 0-0)    |                                         | Coliseo El Pueblo, Cali Spectateurs : 5 988 Arbitrage : Bogdan Sorescu | Coliseo El Pueblo, Cali Spectateurs : 5 988 Arbitrage : Bogdan Sorescu |
| 20 septembre 2016 20h00 | rapport                           |                    |                                         | Coliseo El Pueblo, Cali Spectateurs : 5 988 Arbitrage : Bogdan Sorescu | Coliseo El Pueblo, Cali Spectateurs : 5 988 Arbitrage : Bogdan Sorescu |
| 20 septembre 2016 20h00 | Jhonatan · Zuñiga · Yefri · Otero | Tirs au but 2-3    | E.Ayala · J.G.Salas · J.Salas · G.Ayala | Coliseo El Pueblo, Cali Spectateurs : 5 988 Arbitrage : Bogdan Sorescu | Coliseo El Pueblo, Cali Spectateurs : 5 988 Arbitrage : Bogdan Sorescu |

| Match 39                | T Brésil                          | 4 – 4 2-3 t. a. b. | Iran                                                               |                                                                                     |                                                                                     |
| 21 septembre 2016 17h30 | Falcão 9e 13e 47e · Dieguinho 29e | (2-1, 3-3, 3-3)    | 14e H.Tayebi · 31e A.Kazemi · 37e A.Hassan Zadeh · 48e M.Keshavarz | Coliseo Bicentenario (en), Bucaramanga Spectateurs : 1 576 Arbitrage : Ondrej Cerny | Coliseo Bicentenario (en), Bucaramanga Spectateurs : 1 576 Arbitrage : Ondrej Cerny |
| 21 septembre 2016 17h30 | rapport                           |                    |                                                                    | Coliseo Bicentenario (en), Bucaramanga Spectateurs : 1 576 Arbitrage : Ondrej Cerny | Coliseo Bicentenario (en), Bucaramanga Spectateurs : 1 576 Arbitrage : Ondrej Cerny |
| 21 septembre 2016 17h30 | Rodrigo · Ari · Falcão            | Tirs au but 2-3    | A.Hassan Zadeh · M.Sangsefidi · A.Esmaeilpour                      | Coliseo Bicentenario (en), Bucaramanga Spectateurs : 1 576 Arbitrage : Ondrej Cerny | Coliseo Bicentenario (en), Bucaramanga Spectateurs : 1 576 Arbitrage : Ondrej Cerny |

| Match 40                | Espagne                                                                     | 5 – 2 | Kazakhstan                      |                                                                                |                                                                                |
| 21 septembre 2016 17h30 | Lozano 3e · Bebe 23e · Nurgozhin 31e (csc) · Raul Campos 39e · Miguelín 40e | (1-1) | 5e Yessenamanov · 31e Nurgozhin | Coliseo Ivan de BBedout, Medellín Spectateurs : 985 Arbitrage : Vahid Arzpeyma | Coliseo Ivan de BBedout, Medellín Spectateurs : 985 Arbitrage : Vahid Arzpeyma |
| 21 septembre 2016 17h30 | rapport                                                                     |       |                                 | Coliseo Ivan de BBedout, Medellín Spectateurs : 985 Arbitrage : Vahid Arzpeyma | Coliseo Ivan de BBedout, Medellín Spectateurs : 985 Arbitrage : Vahid Arzpeyma |

| Match 41                | Portugal                                        | 4 – 0 | Costa Rica |                                                                      |                                                                      |
| 21 septembre 2016 20h00 | Ricardinho 4e 21e · André 26e · Tiago Brito 27e | (1-0) |            | Coliseo El Pueblo, Cali Spectateurs : 1 072 Arbitrage : Khalid Hnich | Coliseo El Pueblo, Cali Spectateurs : 1 072 Arbitrage : Khalid Hnich |
| 21 septembre 2016 20h00 | rapport                                         |       |            | Coliseo El Pueblo, Cali Spectateurs : 1 072 Arbitrage : Khalid Hnich | Coliseo El Pueblo, Cali Spectateurs : 1 072 Arbitrage : Khalid Hnich |

| Match 42                | Argentine            | 1 – 0 ap        | Ukraine |                                                                               |                                                                               |
| 22 septembre 2016 17h30 | Cuzzolino 49e (pen.) | (0-0, 0-0, 0-0) |         | Coliseo Bicentenatio, Bucaramanga Spectateurs : 866 Arbitrage : Nurdin Bukuev | Coliseo Bicentenatio, Bucaramanga Spectateurs : 866 Arbitrage : Nurdin Bukuev |
| 22 septembre 2016 17h30 | rapport              |                 |         | Coliseo Bicentenatio, Bucaramanga Spectateurs : 866 Arbitrage : Nurdin Bukuev | Coliseo Bicentenatio, Bucaramanga Spectateurs : 866 Arbitrage : Nurdin Bukuev |

| Match 43                | Thaïlande                                                                            | 8 – 13 ap        | Azerbaïdjan |                                                                                             |                                                                                             |
| 22 septembre 2016 17h30 | Thueanklang 8e 12e · Wongkaeo 18e 18e 25e · Sornwichian 22e · Chudech 37e 44e (pen.) | (4-4, 7-7, 8-10) | 3e 43e Vassoura · 5e 13e 44e 47e 48e Finéo de Araújo · 14e Borisov · 28e 29e 40e T. Bolinha · 31e Poletto · 49e Huseynli | Coliseo Ivan de Bedout, Medellín Spectateurs : 838 Arbitrage : Fernando Gutierrez Lumbreras | Coliseo Ivan de Bedout, Medellín Spectateurs : 838 Arbitrage : Fernando Gutierrez Lumbreras |
| 22 septembre 2016 17h30 | rapport                                                                              |                  | | Coliseo Ivan de Bedout, Medellín Spectateurs : 838 Arbitrage : Fernando Gutierrez Lumbreras | Coliseo Ivan de Bedout, Medellín Spectateurs : 838 Arbitrage : Fernando Gutierrez Lumbreras |

| Match 44                | Italie                        | 3 – 4 ap        | Égypte                            |                                                                         |                                                                         |
| 22 septembre 2016 20h00 | Murilo 7e 34e · Ercolessi 20e | (2-2, 3-3, 3-3) | 6e 19e 48e A.Elashwal · 34e Essam | Coliseo El Pueblo, Cali Spectateurs : 1 125 Arbitrage : Carlos Gonzalez | Coliseo El Pueblo, Cali Spectateurs : 1 125 Arbitrage : Carlos Gonzalez |
| 22 septembre 2016 20h00 | rapport                       |                 |                                   | Coliseo El Pueblo, Cali Spectateurs : 1 125 Arbitrage : Carlos Gonzalez | Coliseo El Pueblo, Cali Spectateurs : 1 125 Arbitrage : Carlos Gonzalez |

### Quarts de finale
| Match 45                | Paraguay                                        | 3 – 4 ap        | Iran                                    |                                                                                     |                                                                                     |
| 24 septembre 2016 15h30 | F.Martinez 13e · J.G.Salas 20e · R.Villalba 39e | (2-1, 3-3, 3-3) | 16e 50e A.Esmaeilpour · 22e 36e M.Javid | Coliseo Bicentenario (en), Bucaramanga Spectateurs : 2 155 Arbitrage : Marc Birkett | Coliseo Bicentenario (en), Bucaramanga Spectateurs : 2 155 Arbitrage : Marc Birkett |
| 24 septembre 2016 15h30 | rapport                                         |                 |                                         | Coliseo Bicentenario (en), Bucaramanga Spectateurs : 2 155 Arbitrage : Marc Birkett | Coliseo Bicentenario (en), Bucaramanga Spectateurs : 2 155 Arbitrage : Marc Birkett |

| Match 46                | Russie                                                                   | 6 – 2 | Espagne                   |                                                                     |                                                                     |
| 24 septembre 2016 18h00 | Chishkala 2e 15e · Eder Lima 19e 30e · Fernandao 27e (csc) · Gustavo 38e | (3-2) | 3e Rivillos · 6e Miguelín | Coliseo El Pueblo, Cali Spectateurs : 3 009 Arbitrage : Gean Telles | Coliseo El Pueblo, Cali Spectateurs : 3 009 Arbitrage : Gean Telles |
| 24 septembre 2016 18h00 | rapport                                                                  |       |                           | Coliseo El Pueblo, Cali Spectateurs : 3 009 Arbitrage : Gean Telles | Coliseo El Pueblo, Cali Spectateurs : 3 009 Arbitrage : Gean Telles |

| Match 47                | Argentine                                                                | 5 – 0 | Égypte |                                                                                    |                                                                                    |
| 25 septembre 2016 15h30 | Taborda 11e · Stazzone 14e · Basile 27e · Cuzzolino 29e · Battistoni 34e | (2-0) |        | Coliseo Ivan de Bedout, Medellín Spectateurs : 2 529 Arbitrage : Alessandro Malfer | Coliseo Ivan de Bedout, Medellín Spectateurs : 2 529 Arbitrage : Alessandro Malfer |
| 25 septembre 2016 15h30 | rapport                                                                  |       |        | Coliseo Ivan de Bedout, Medellín Spectateurs : 2 529 Arbitrage : Alessandro Malfer | Coliseo Ivan de Bedout, Medellín Spectateurs : 2 529 Arbitrage : Alessandro Malfer |

| Match 48                | Azerbaïdjan                  | 2 – 3 | Portugal                                 |                                                                        |                                                                        |
| 25 septembre 2016 18h00 | T. Bolinha 12e · Eduardo 34e | (1-2) | 7e Djo · 18e João Matos · 28e Ricardinho | Coliseo El Pueblo, Cali Spectateurs : 2 974 Arbitrage : Sergio Cabrera | Coliseo El Pueblo, Cali Spectateurs : 2 974 Arbitrage : Sergio Cabrera |
| 25 septembre 2016 18h00 | rapport                      |       |                                          | Coliseo El Pueblo, Cali Spectateurs : 2 974 Arbitrage : Sergio Cabrera | Coliseo El Pueblo, Cali Spectateurs : 2 974 Arbitrage : Sergio Cabrera |

### Demi-finales
| Match 49                | Iran                                                 | 3 – 4 | Russie                                                     |                                                                                |                                                                                |
| 27 septembre 2016 19h00 | A.Esmaeilpour 16e · A.Hassan Zadeh 29e · M.Javid 40e | (1-1) | 14e Lyskov · 22e Abramov · 29e Shayakmetov · 39e Chishkala | Coliseo Ivan de Bedout, Medellín Spectateurs : 3 510 Arbitrage : Nurdin Bukuev | Coliseo Ivan de Bedout, Medellín Spectateurs : 3 510 Arbitrage : Nurdin Bukuev |
| 27 septembre 2016 19h00 | rapport                                              |       |                                                            | Coliseo Ivan de Bedout, Medellín Spectateurs : 3 510 Arbitrage : Nurdin Bukuev | Coliseo Ivan de Bedout, Medellín Spectateurs : 3 510 Arbitrage : Nurdin Bukuev |

| Match 50                | Argentine                                                               | 5 – 2 | Portugal                |                                                                      |                                                                      |
| 28 septembre 2016 19h00 | Borruto 4e · Stazzone 11e · A.Vaporaki 12e · Brandi 12e · Cuzzolino 35e | (4-1) | 8e Ré · 37e Tiago Brito | Coliseo El Pueblo, Cali Spectateurs : 7 610 Arbitrage : Ondrej Cerny | Coliseo El Pueblo, Cali Spectateurs : 7 610 Arbitrage : Ondrej Cerny |
| 28 septembre 2016 19h00 | rapport                                                                 |       |                         | Coliseo El Pueblo, Cali Spectateurs : 7 610 Arbitrage : Ondrej Cerny | Coliseo El Pueblo, Cali Spectateurs : 7 610 Arbitrage : Ondrej Cerny |

### Match pour la troisième place
| Match 51               | Iran                                                                 | 2 – 2 4-3 t. a. b. | Portugal                                                         |                                                                           |                                                                           |
| 1er octobre 2016 12h00 | A.Kasemi 25e · M.Javid 36e (pen.)                                    | (0-0,, 2-2, – 2-2) | 20e 21e Cardinal                                                 | Coliseo El Pueblo, Cali Spectateurs : 4 018 Arbitrage : Alessandro Malfer | Coliseo El Pueblo, Cali Spectateurs : 4 018 Arbitrage : Alessandro Malfer |
| 1er octobre 2016 12h00 | rapport                                                              |                    |                                                                  | Coliseo El Pueblo, Cali Spectateurs : 4 018 Arbitrage : Alessandro Malfer | Coliseo El Pueblo, Cali Spectateurs : 4 018 Arbitrage : Alessandro Malfer |
| 1er octobre 2016 12h00 | A.Hassan Zadeh · M.Taheri · H.Tayebi · A.Kazemi · H.Ahmadi · M.Javid | Tirs au but 4-3    | Cardinal · Tiago Brito · Ricardinho · Bruno · André · João Matos | Coliseo El Pueblo, Cali Spectateurs : 4 018 Arbitrage : Alessandro Malfer | Coliseo El Pueblo, Cali Spectateurs : 4 018 Arbitrage : Alessandro Malfer |

### Finale
Les deux finalistes atteignent ce stade de la compétition pour la première fois de leur histoire.
Les Russes ouvrent le score mais ce sont les Argentins qui mènent cinq buts à deux à quelques minutes du terme. Le gardien russe monte en phase offensive en fin de match et son équipe inscrit deux buts. L’Argentine remporte la Coupe du monde de futsal 2016 en battant la Russie cinq buts à quatre. Seul pays à avoir participé à toutes les éditions de la Coupe du monde de futsal FIFA sans jamais l'avoir remporté (le Brésil et l'Espagne cumulent tous les titres), l'Argentine est sacrée pour la première fois,.
| Titulaires :     |                        |  |
|                  |                        |  |
| 12               | Gustavo                |  |
| 6                | Ivan Chishkala         |  |
| 8                | Eder Lima              |  |
| 10               | Robinho                |  |
| 14               | Danil Davydov          |  |
|                  |                        |  |
| Remplaçants :    |                        |  |
| 1                | Georgy Zamtaradze      |  |
| 2                | Vladislav Shayakhmetov |  |
| 4                | Dmitry Lyskov          |  |
| 5                | Romulo                 |  |
| 7                | Ivan Milovanov         |  |
| 9                | Sergey Abramov         |  |
| 11               | Artem Niiazov          |  |
| 13               | Sergei Abramovich      |  |
|                  |                        |  |
| Sélectionneur :  |                        |  |
| Sergey Skorovich |                        |  |

| Titulaires :    |                      |  |
|                 |                      |  |
| 1               | Nicolas Sarmiento    |  |
| 6               | Fernando Wilhem      |  |
| 9               | Cristian Borruto     |  |
| 11              | Alan Brandi          |  |
| 14              | Pablo Taborda        |  |
|                 |                      |  |
| Remplaçants :   |                      |  |
| 2               | Damian Stazzone      |  |
| 3               | Alamiro Vaporaki     |  |
| 5               | Maximiliano Rescia   |  |
| 7               | Leandro Cuzzolino    |  |
| 8               | Santiago Basile      |  |
| 10              | Constantino Vaporaki |  |
|                 |                      |  |
| Sélectionneur : |                      |  |
| Diego Giustozzi |                      |  |

| Titulaires :     |                        |  |
|                  |                        |  |
| 12               | Gustavo                |  |
| 6                | Ivan Chishkala         |  |
| 8                | Eder Lima              |  |
| 10               | Robinho                |  |
| 14               | Danil Davydov          |  |
|                  |                        |  |
| Remplaçants :    |                        |  |
| 1                | Georgy Zamtaradze      |  |
| 2                | Vladislav Shayakhmetov |  |
| 4                | Dmitry Lyskov          |  |
| 5                | Romulo                 |  |
| 7                | Ivan Milovanov         |  |
| 9                | Sergey Abramov         |  |
| 11               | Artem Niiazov          |  |
| 13               | Sergei Abramovich      |  |
|                  |                        |  |
| Sélectionneur :  |                        |  |
| Sergey Skorovich |                        |  |

| Titulaires :    |                      |  |
|                 |                      |  |
| 1               | Nicolas Sarmiento    |  |
| 6               | Fernando Wilhem      |  |
| 9               | Cristian Borruto     |  |
| 11              | Alan Brandi          |  |
| 14              | Pablo Taborda        |  |
|                 |                      |  |
| Remplaçants :   |                      |  |
| 2               | Damian Stazzone      |  |
| 3               | Alamiro Vaporaki     |  |
| 5               | Maximiliano Rescia   |  |
| 7               | Leandro Cuzzolino    |  |
| 8               | Santiago Basile      |  |
| 10              | Constantino Vaporaki |  |
|                 |                      |  |
| Sélectionneur : |                      |  |
| Diego Giustozzi |                      |  |

## Statistiques et récompenses

### Classement des équipes

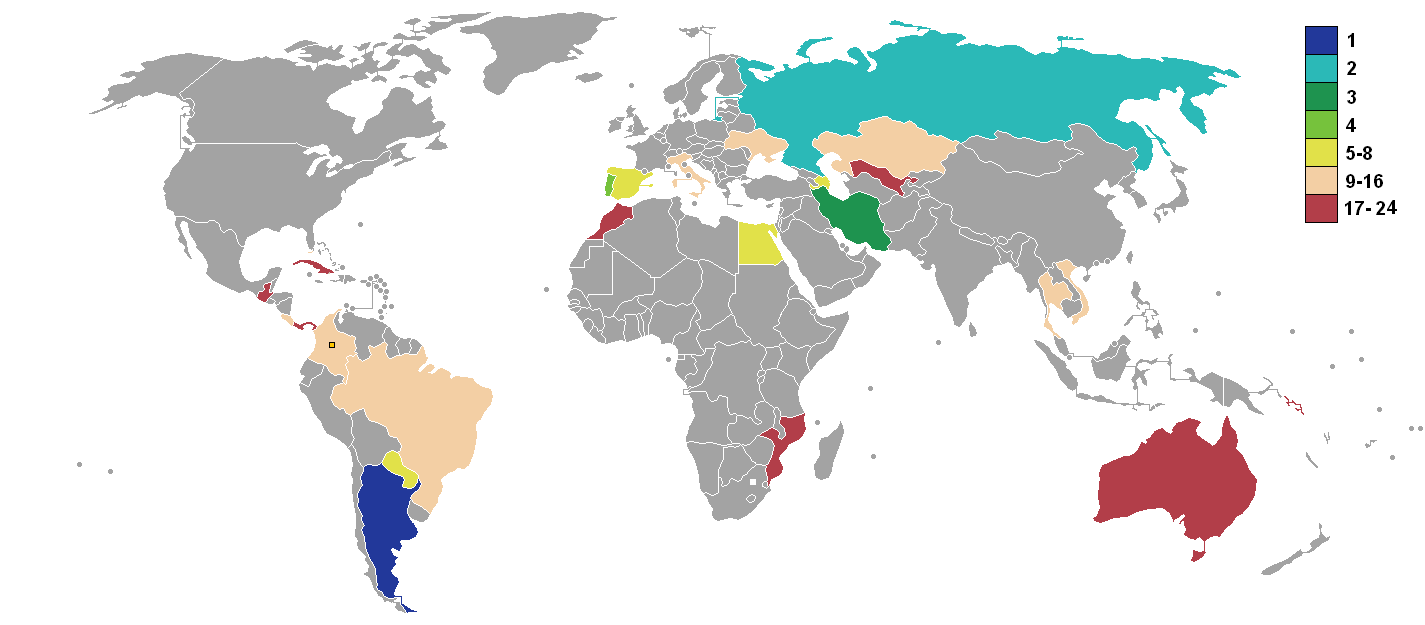
Classement de la coupe du monde :

- Champion du monde
- Vice-champion du monde
- Troisième
- Quatrième
- Quarts de finale
- 8e de finale
- Premier tour

### Récompenses individuelles
Les champions du monde argentins Nicolás Sarmiento et Fernando Wilhelm reçoivent les récompenses individuelles de meilleur gardien de but de but et meilleur joueur du tournoi,.

### Meilleurs buteurs
Falcão joue sa dernière Coupe du Monde en décrochant le Soulier de Bronze Adidas. Le Portugais Ricardinho remporte le Soulier d'Or Adidas.
| #                  | Joueur     | Équipe   | Buts |
| ------------------ | ---------- | -------- | ---- |
| Médaille d'or      | Ricardinho | Portugal | 12   |
| Médaille d'argent  | Eder Lima  | Russie   | 10   |
| Médaille de bronze | Falcao     | Brésil   | 10   |

### Bilan par confédération
| Confédération | Premier tour | Huitièmes de finale | Quarts de finale | Demi-finales | Finale | Victoire |
| ------------- | ------------ | ------------------- | ---------------- | ------------ | ------ | -------- |
| CONMEBOL      | 4            | 4                   | 2                | 1            | 1      | 1        |
| UEFA          | 7            | 7                   | 4                | 2            | 1      | -        |
| AFC           | 5            | 3                   | 1                | 1            | -      | -        |
| CAF           | 3            | 1                   | 1                | -            | -      | -        |
| CONCACAF      | 4            | 1                   | -                | -            | -      | -        |
| OFC           | 1            | -                   | -                | -            | -      | -        |
| Total         | 24           | 16                  | 8                | 4            | 2      | 1        |